# Neosiro kamiakensis
Espèce
Neosiro kamiakensis est une espèce d'opilions cyphophthalmes de la famille des Sironidae.

## Distribution
Cette espèce est endémique des États-Unis. Elle se rencontre au Washington et en Idaho.

## Description
Neosiro kamiakensis mesure de 1,29 à 1,7 mm.

## Systématique et taxinomie
Cette espèce a été décrite par Newell en 1943. Elle est placée dans le genre Siro par Shear en 1980 puis dans le genre Neosiro par Karaman en 2022.

## Étymologie
Son nom d'espèce, composé de kamiak et du suffixe latin -ensis, « qui vit dans, qui habite », lui a été donné en référence au lieu de sa découverte, Kamiak Butte.

## Publication originale
- Newell, 1943 : « A new sironid from North America (Opiliones, Cyphophthalmi, Sironidae). » Transactions of the American Microscopical Society, vol. 62, p. 416–422.